# Orman Davis
Orman Davis (ur. 25 grudnia 2002 w Bocas del Toro) – panamski piłkarz występujący na pozycji środkowego lub lewego obrońcy, reprezentant Panamy, od 2022 roku zawodnik Independiente La Chorrera.